# Anton Rosenkranz
Anton Rosenkranz (Praag, 17 november 1827 – Sopron (toen: Ödenburg), 29 juni 1888) was een Boheems componist en militaire kapelmeester.

## Levensloop
Rosenkranz studeerde aan het Státní konservatori hudby v Praze in zijn geboortestad. In 1847 werd hij dirigent van het burgerlijke infanteriekorps aldaar. Van 1 oktober 1848 tot 1850 was hij kapelmeester van de Militaire kapel van het 2e Stierenmarkense vrijwillige jagers-bataljon. Van 1850 tot 1859 was hij kapelmeester van de Militaire kapel van het Infanterie-Regiment nr. 39 en aansluitend tot 1878 kapelmeester van de Militaire kapel van het Infanterie-Regiment Nr. 80.
Met dit muziekkorps nam hij deel aan de veldtocht in 1859 (oorlog met Frankrijk) (zie ook: Slag bij Solferino). Na het einde van de oorlog met Pruisen in 1866 werd het regiment verlegd naar Kaschau, nu: Košice, en in 1869 naar Lemberg, nu: Lviv, waar hij zijn 80er Regimentsmarsch componeerde. In 1878 werd hij opvolger van Carl Michael Ziehrer als kapelmeester van de Militaire kapel van het Infanterie-Regiment nr. 76 in Wenen. Tijdens de veldtocht in Bosnië (1878) ontstond de 76er Regimentsmarsch. In 1881 werd het regiment verlegd naar Graz en in 1882 naar Ödenburg, nu: Sopron.
Als componist werd hij onderscheiden met de Pauselijke orde Bene Merenti voor zijn werk Pater noster, voor mannenkoor en orgel.

## Composities

### Werken voor harmonieorkest
- 1878 76er Regimentsmarsch
- 1886 Custozza-Marsch
- 1886 Mit Sack und Pack, mars
- 80er Regimentsmarsch
- Deutschland über alles
- Die Rast am Franz Josefs Berg - (Galicië), fantasie voor flügelhoorn en harmonieorkest
- Mein Österreich, fantasie voor flügelhoorn en harmonieorkest
- Tegetthoff-Marsch (Officiële mars van de k. u. k. krijgsmarine) - gecomponeerd ter herinnering aan Vice-Admiraal Wilhelm von Tegetthoff[1]

### Kerkelijke muziek
- Pater noster, voor mannenkoor en orgel